# SN 1994ab
SN 1994ab – supernowa typu Ia odkryta 13 września 1994 roku w galaktyce M-05-50-08. W momencie odkrycia miała maksymalną jasność 17,00m.